# T. S. Stribling
Pour les articles homonymes, voir Stribling.
Œuvres principales
- The Vaiden Trilogy

T. S. Stribling, né Thomas Sigismund Stribling le 4 mars 1881 à Clifton dans le Tennessee et mort le 8 juillet 1965 à Florence en Alabama, est un romancier et un avocat américain, auteur de romans policiers et de science-fiction.

## Œuvre

### Romans

#### The Vaiden Trilogy
1. La Forge, Éditions Hier et aujourd'hui, 1946 ((en) The Forge, 1931)
2. (en) The Store, 1932
3. (en) Unfinished Cathedral, 1934

#### Autres romans
- (en) The Cruise of the Dry Dock, 1917
- (en) Birthright, 1922
- Fombombo, Stock, Delamain et Boutelleau, coll. « Le Magasin romanesque », 1929 ((en) Fombombo, 1923)
- Ombre et soleil dans l'arène, A. Martel, 1948 ((en) Red Sand, 1924)
- (en) Teeftallow, 1926
- (en) Bright Metal, 1928
- (en) East is East, 1928
- (en) Strange Moon, 1929
- (en) Clues of the Caribbees, 1929
- (en) Backwater, 1930
- (en) The Sound Wagon, 1935
- (en) These Bars of Flesh, 1938

### Autobiographie
- (en) Laughing Stock: The Posthumous Autobiography of T.S. Stribling, 1982

### Recueils de nouvelles
- (en) Clues of the Caribbees: Being Certain Criminal Investigations of Henry Poggioli, Ph. D., 1929
- (en) Best Dr. Poggioli Detective Stories, 1975
- (en) Dr. Poggioli: Criminologist, 2004
- (en) Web of the Sun, 2012

### Pièce de théâtre
- Rope, adaptation de Teeftallow (1928)[1]

## Adaptations cinématographiques
- Birthright, adaptation du roman homonyme réalisé par Oscar Micheaux (1924)
- Birthright, adaptation du roman homonyme réalisé par Oscar Micheaux (1939)

## Prix et distinctions
- Prix Pulitzer du roman 1933 pour The Store